# William Aubrey

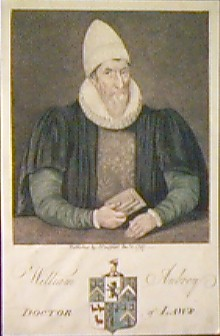
William Aubrey

William Aubrey oder Awbrey (* um 1529 in Brecknockshire, Wales; † 25. Juni 1595 in London) war Regius Professor of Civil Law an der University of Oxford von 1553 bis 1559. Er war außerdem einer der acht gründenden Fellow des Jesus College und Mitglied des englischen Parlaments.

## Leben
William war das zweite Kind des Arztes Thomas Aubrey aus Cantreff und seiner Frau Agnes. Andere Quellen geben als Mutter Joan Vaughn an. Seine Ausbildung erhielt William an der Schule in Brecon, aus der später das Christ College von Brecon wurde. Mit 14 Jahren setzte er sein Studium in Oxford fort und wurde 1547 Fellow am All Souls College. Seinen Bachelor of Civil Law (BCL) erhielt er 1549 und wurde 1550 Leiter der New Inn Hall (anfangs gemeinsam mit John Story), von der Teile im Balliol College erhalten blieben. Am 7. Oktober 1533 folgte er Robert Weston auf den Stuhl des Regius Professor of Civil Law. Er hielt den Lehrstuhl bis 22. Februar 1559, als ihm John Griffith nachfolgte. Um trotz seiner vielfältigen Verpflichtungen die Vorlesungen halten zu können, ließ sich Aubrey ab 1554 durch William Mowse von der University of Cambridge vertreten.
Er diente als Judge-Marshal in der Armee von William Herbert, Earl of Pembroke in der Schlacht bei Saint-Quentin (1557).
1571 wird er in einer Liste der als einer der ursprünglich acht Fellows des neu gegründeten Jesus College genannt.
1554 erwarb er den Titel des Doctors of Civil Law (DCL) und wurde ein Jahr später zum Master am Court of Chancery ernannt.
1555 heiratete Aubrey Willigford Millicent Williams aus dem Tainton County, Oxfordshire in England.

## Juristische und politische Arbeit
1562 wurde Aubrey von Erzbischof von Canterbury, Matthew Parker, zum Mitglied einer Kommission bestellt, die die Ehe zwischen Catherine Grey und Henry Herbert als ungesetzlich auflöste. Er unterzeichnete außerdem eine Rechtsmeinung, nach der der Bischof von Ross, John Leslie, der als Botschafter Maria Stuarts handelte, in England angeklagt werden durfte, weil er gegen Elisabeth I. intrigiert haben soll.
Er wurde für verschiedene Wahlkreise ins Parlament entsandt: April 1554 für Carmarthen Boroughs, Januar 1558 für Brecon, 1559 für Hindon, 1563 für Arundel und 1592 für Taunton.
Ab 1586 war er Mitglied des Council of Wales and the Marches, einer regionalen administrativen Einheit zwischen dem 15. und 17. Jahrhundert. Er war Generalvikar der Province of Canterbury unter Erzbischof Edmund Grindal und behielt die Würde als Generalvikar unter John Whitgift.
Aubrey verstarb 1595 in London, England und wurde in Old St Paul’s Cathedral beigesetzt, dem Vorgängerbau der heutigen Kathedrale.